# Seznam katastrálních území v okrese Cheb
V této tabulce je uveden kompletní výčet katastrálních území Okresu Cheb, včetně rozlohy a sídel, které na nich leží.
| Název KÚ                       | Sídla                                                                               | Obec              | km2   |
| ------------------------------ | ----------------------------------------------------------------------------------- | ----------------- | ----- |
| A                              | A                                                                                   | A                 |       |
| Aš                             | Aš                                                                                  | Aš                | 13,41 |
| Babice u Poutnova              | Babice                                                                              | Teplá             | 3,66  |
| Beranov                        | Beranov                                                                             | Teplá             | 3,88  |
| Beranovka                      | Beranovka                                                                           | Teplá             | 3,82  |
| Beroun u Starého Sedla         | Beroun                                                                              | Teplá             | 3,66  |
| Bezvěrov u Teplé               | Bezvěrov                                                                            | Teplá             | 3,95  |
| Bohuslav u Poutnova            | Bohuslav                                                                            | Teplá             | 2,31  |
| Bor u Kopaniny                 | Kopanina                                                                            | Nový Kostel       | 2,96  |
| Božetín                        | Božetín                                                                             | Nový Kostel       | 6,23  |
| Brtná u Dolního Žandova        | Dolní Žandov                                                                        | Dolní Žandov      | 1,49  |
| Bříza nad Ohří                 | Bříza                                                                               | Cheb              | 1,97  |
| Cetnov                         | Cetnov                                                                              | Cheb              | 1,61  |
| Číhaná u Poutnova              | Číhaná                                                                              | Teplá             | 3,7   |
| Čižebná                        | Čižebná                                                                             | Nový Kostel       | 2,28  |
| Děvín                          | Milhostov                                                                           | Milhostov         | 1,32  |
| Dlouhé Mosty                   | Dlouhé Mosty                                                                        | Františkovy Lázně | 1,27  |
| Dobroše                        | Dobroše                                                                             | Odrava            | 1,07  |
| Dobrošov u Libé                | Hůrka                                                                               | Libá              | 1,35  |
| Dolní Částkov                  | Hluboká                                                                             | Milhostov         | 3,39  |
| Dolní Dvory                    | Dolní Dvory                                                                         | Cheb              | 3,05  |
| Dolní Hraničná                 | Hraničná                                                                            | Pomezí nad Ohří   | 6,34  |
| Dolní Lažany u Lipové          | Dolní Lažany                                                                        | Lipová            | 3,28  |
| Dolní Lipina                   | Dolní Lipina                                                                        | Lipová            | 1,91  |
| Dolní Luby                     | Dolní Luby                                                                          | Luby              | 2,43  |
| Dolní Paseky                   | Dolní Paseky                                                                        | Aš                | 6,36  |
| Dolní Pelhřimov                | Pelhřimov                                                                           | Cheb              | 6,96  |
| Dolní Žandov                   | Dolní Žandov                                                                        | Dolní Žandov      | 10,22 |
| Doubí u Třebeně                | Doubí                                                                               | Třebeň            | 1,11  |
| Doubrava u Aše                 | Doubrava                                                                            | Aš                | 3,83  |
| Doubrava u Lipové              | Doubrava                                                                            | Lipová            | 3,18  |
| Doubrava u Milhostova          | Milhostov                                                                           | Milhostov         | 1,33  |
| Drmoul                         | Drmoul                                                                              | Drmoul            | 6,38  |
| Dřenice u Chebu                | Dřenice, Podhrad                                                                    | Cheb              | 14,64 |
| Dubina                         | Libá                                                                                | Libá              | 1,59  |
| Dvorek                         | Dvorek                                                                              | Třebeň            | 3,07  |
| Františkovy Lázně              | Aleje-Zátiší, Dlouhé Mosty, Dolní Lomany, Františkovy Lázně , Horní Lomany, Slatina | Františkovy Lázně | 6,26  |
| Háj u Staré Vody               | Vysoká                                                                              | Stará Voda        | 5,9   |
| Háje u Chebu                   | Háje                                                                                | Cheb              | 13,97 |
| Hartoušov                      | Hartoušov                                                                           | Nebanice          | 2,43  |
| Hazlov                         | Hazlov                                                                              | Hazlov            | 5,4   |
| Heřmanov u Starého Sedla       | Heřmanov                                                                            | Teplá             | 5,3   |
| Hluboká u Milhostova           | Hluboká                                                                             | Milhostov         | 2,42  |
| Hněvín                         | Hartoušov                                                                           | Nebanice          | 2,38  |
| Horka u Milhostova             | Horka                                                                               | Nový Kostel       | 1,91  |
| Horní Dvory                    | Horní Dvory                                                                         | Cheb              | 2,29  |
| Horní Kramolín                 | Horní Kramolín                                                                      | Teplá             | 2,7   |
| Horní Lažany u Lipové          | Horní Lažany                                                                        | Lipová            | 3,88  |
| Horní Lipina                   | Dolní Lipina                                                                        | Lipová            | 2,82  |
| Horní Lomany                   | Horní Lomany                                                                        | Františkovy Lázně | 3,83  |
| Horní Luby                     | Horní Luby                                                                          | Luby              | 3,9   |
| Horní Paseky                   | Horní Paseky                                                                        | Aš                | 4,26  |
| Horní Ves u Mariánských Lázní  | Horní Ves                                                                           | Trstěnice         | 3,51  |
| Horní Ves u Třebeně            | Horní Ves                                                                           | Třebeň            | 3,17  |
| Horní Žandov                   | Horní Žandov                                                                        | Dolní Žandov      | 4,79  |
| Hoštěc                         | Hoštěc                                                                              | Teplá             | 4,36  |
| Hradiště u Chebu               | Hradiště                                                                            | Cheb              | 2,83  |
| Hranice u Aše                  | Hranice                                                                             | Hranice           | 11,37 |
| Hrzín u Nového Kostela         | Hrzín                                                                               | Nový Kostel       | 4,91  |
| Hůrka u Libé                   | Hůrka                                                                               | Libá              | 2,15  |
| Cheb                           | Cheb                                                                                | Cheb              | 19,66 |
| Chocovice                      | Chocovice                                                                           | Třebeň            | 2,58  |
| Chodovská Huť                  | Chodovská Huť                                                                       | Tři Sekery        | 12,38 |
| Chotěnov u Mariánských Lázní   | Chotěnov-Skláře                                                                     | Mariánské Lázně   | 3,71  |
| Chvoječná                      | Chvoječná                                                                           | Cheb              | 1,87  |
| Jankovice                      | Jankovice                                                                           | Teplá             | 4,04  |
| Jedličná                       | Krapice                                                                             | Františkovy Lázně | 0,98  |
| Jedlová u Staré Vody           | Stará Voda                                                                          | Stará Voda        | 2,63  |
| Jesenice u Chebu               | Jesenice                                                                            | Okrouhlá          | 3,62  |
| Jindřichov u Tršnic            | Jindřichov                                                                          | Cheb              | 1,83  |
| Kladruby u Beranova            | Kladruby                                                                            | Teplá             | 6,66  |
| Klášter Teplá                  | Klášter                                                                             | Teplá             | 14,36 |
| Klest                          | Klest                                                                               | Cheb              | 1,57  |
| Klimentov                      | Klimentov                                                                           | Velká Hleďsebe    | 1,06  |
| Kopanina                       | Kopanina                                                                            | Nový Kostel       | 9,02  |
| Kopaniny                       | Kopaniny                                                                            | Aš                | 3,54  |
| Kozly u Lipové                 | Mýtina                                                                              | Lipová            | 2,76  |
| Krapice                        | Krapice                                                                             | Františkovy Lázně | 5,7   |
| Krásná                         | Kamenná, Krásná                                                                     | Krásná            | 8,93  |
| Krásné u Tří Seker             | Krásné                                                                              | Tři Sekery        | 7,9   |
| Křepkovice                     | Křepkovice                                                                          | Teplá             | 3,73  |
| Křižovatka                     | Křižovatka                                                                          | Křižovatka        | 5,28  |
| Lázně Kynžvart                 | Lázně Kynžvart                                                                      | Lázně Kynžvart    | 28,4  |
| Lazy                           | Lazy                                                                                | Lázně Kynžvart    | 4,18  |
| Lesina                         | Lesina, Lesinka                                                                     | Třebeň            | 2,39  |
| Lesná u Nového Kostela         | Hrzín                                                                               | Nový Kostel       | 2,11  |
| Libá                           | Libá                                                                                | Libá              | 14,36 |
| Lipná u Hazlova                | Lipná                                                                               | Hazlov            | 1,79  |
| Lipoltov                       | Lipoltov, Tuřany                                                                    | Tuřany            | 3,17  |
| Lipová u Chebu                 | Lipová                                                                              | Lipová            | 2,98  |
| Lomnička u Plesné              | Lomnička                                                                            | Plesná            | 3,08  |
| Loužek                         | Loužek                                                                              | Cheb              | 3,66  |
| Luby I                         | Luby                                                                                | Luby              | 6,62  |
| Luby II                        | Horní Luby                                                                          | Luby              | 2,86  |
| Lužná u Františkových Lázní    | Hůrka                                                                               | Libá              | 4,02  |
| Malá Hleďsebe                  | Malá Hleďsebe                                                                       | Velká Hleďsebe    | 0,89  |
| Malá Šitboř                    | Malá Šitboř                                                                         | Milíkov           | 1,96  |
| Mariánské Lázně                | Kladská, Mariánské Lázně                                                            | Mariánské Lázně   | 35,35 |
| Martinov u Mariánských Lázní   | Martinov                                                                            | Vlkovice          | 2,51  |
| Mechová                        | Mechová                                                                             | Lipová            | 2,38  |
| Milhostov                      | Milhostov                                                                           | Milhostov         | 5,81  |
| Milhostov u Mariánských Lázní  | Milhostov                                                                           | Zádub-Závišín     | 2,21  |
| Milíkov u Mariánských Lázní    | Milíkov                                                                             | Milíkov           | 9,16  |
| Mlýnek                         | Mlýnek                                                                              | Nový Kostel       | 4,01  |
| Mnichov u Mariánských Lázní    | Mnichov                                                                             | Mnichov           | 9,84  |
| Mokřina                        | Mokřina                                                                             | Milíkov           | 2,01  |
| Mokřiny                        | Mokřiny                                                                             | Aš                | 3,41  |
| Mostek u Křižovatky            | Nová Ves                                                                            | Křižovatka        | 1,82  |
| Mostov                         | Mostov                                                                              | Odrava            | 3,48  |
| Mrázov                         | Mrázov                                                                              | Teplá             | 3,45  |
| Mýtina                         | Mýtina                                                                              | Lipová            | 5,66  |
| Mýtina I                       | Mýtina                                                                              | Lipová            | 1,19  |
| Mýtinka u Poustky              | Antonínova Výšina, Mýtinka                                                          | Vojtanov          | 2,76  |
| Nebanice                       | Nebanice                                                                            | Nebanice          | 3,4   |
| Nebesa                         | Nebesa                                                                              | Aš                | 5,84  |
| Nezdice u Křepkovic            | Nezdice                                                                             | Teplá             | 3,35  |
| Nová Ves u Křižovatky          | Nová Ves                                                                            | Křižovatka        | 7,03  |
| Nové Mohelno                   | Vysoká                                                                              | Stará Voda        | 7,9   |
| Nový Drahov                    | Nový Drahov                                                                         | Třebeň            | 2,5   |
| Nový Kostel                    | Čižebná, Nový Kostel, Spálená                                                       | Nový Kostel       | 2,41  |
| Nový Žďár                      | Nový Žďár                                                                           | Aš                | 6,65  |
| Obilná                         | Obilná                                                                              | Odrava            | 2,74  |
| Odrava                         | Odrava                                                                              | Odrava            | 2,89  |
| Okrouhlá u Chebu               | Okrouhlá                                                                            | Okrouhlá          | 6,82  |
| Oldřichov u Lipové             | Mýtina                                                                              | Lipová            | 5,08  |
| Opatov u Lubů                  | Opatov                                                                              | Luby              | 11,05 |
| Ostroh                         | Ostroh                                                                              | Poustka           | 3,41  |
| Otov u Hazlova                 | Hazlov                                                                              | Hazlov            | 1,62  |
| Ovesné Kladruby                | Ovesné Kladruby                                                                     | Ovesné Kladruby   | 15,45 |
| Palič                          | Palič                                                                               | Lipová            | 6,83  |
| Pastviny u Studánky            | Pastviny                                                                            | Hranice           | 7,51  |
| Pěkovice                       | Pěkovice                                                                            | Teplá             | 3,65  |
| Plánská Huť                    | Chodovská Huť                                                                       | Tři Sekery        | 1,95  |
| Plesná                         | Plesná                                                                              | Plesná            | 5,67  |
| Podhoří u Chebu                | Podhoří                                                                             | Cheb              | 2,99  |
| Podhrad                        | Podhrad                                                                             | Cheb              | 3,71  |
| Podhradí u Aše                 | Podhradí                                                                            | Podhradí          | 6,36  |
| Podlesí u Dolního Žandova      | Podlesí                                                                             | Dolní Žandov      | 4,4   |
| Polná u Hazlova                | Polná                                                                               | Hazlov            | 7,84  |
| Pomezí nad Ohří                | Pomezí nad Ohří                                                                     | Pomezí nad Ohří   | 2,98  |
| Pomezná                        | Hůrka                                                                               | Libá              | 2,08  |
| Popovice u Poutnova            | Popovice                                                                            | Teplá             | 2,36  |
| Potočiště                      | Potočiště                                                                           | Odrava            | 2,47  |
| Poustka u Františkových Lázní  | Poustka                                                                             | Poustka           | 3,56  |
| Poutnov                        | Poutnov                                                                             | Teplá             | 5,22  |
| Povodí                         | Povodí                                                                              | Třebeň            | 1,89  |
| Prameny                        | Prameny                                                                             | Prameny           | 24,61 |
| Rájov u Mariánských Lázní      | Rájov                                                                               | Mnichov           | 9,32  |
| Rankovice                      | Rankovice                                                                           | Teplá             | 3,83  |
| Rybáře u Libé                  | Libá                                                                                | Libá              | 1,08  |
| Salajna                        | Salajna                                                                             | Dolní Žandov      | 8,01  |
| Sítiny                         | Sítiny                                                                              | Mnichov           | 8,68  |
| Skalka u Hazlova               | Skalka                                                                              | Hazlov            | 4,49  |
| Skalka u Chebu                 | Skalka                                                                              | Cheb              | 2,66  |
| Skalná                         | Skalná, Zelená                                                                      | Skalná            | 13,29 |
| Skelné Hutě                    | Horní Ves                                                                           | Trstěnice         | 1,66  |
| Slatina u Františkových Lázní  | Františkovy Lázně, Slatina                                                          | Františkovy Lázně | 2,63  |
| Slatina u Staré Vody           | Vysoká                                                                              | Stará Voda        | 13,34 |
| Služetín u Poutnova            | Služetín                                                                            | Teplá             | 4,38  |
| Smrčí u Nového Kostela         | Čižebná                                                                             | Nový Kostel       | 4,28  |
| Smrčina                        | Smrčina                                                                             | Plesná            | 2,6   |
| Stanoviště u Mariánských Lázní | Stanoviště                                                                          | Mariánské Lázně   | 3,06  |
| Stará Voda u Mariánských Lázní | Sekerské Chalupy, Stará Voda                                                        | Stará Voda        | 10,72 |
| Staré Sedlo u Teplé            | Staré Sedlo                                                                         | Teplá             | 4,39  |
| Starý Hrozňatov                | Hrozňatov                                                                           | Cheb              | 7,71  |
| Starý Rybník                   | Starý Rybník                                                                        | Skalná            | 2,4   |
| Stebnice                       | Stebnice                                                                            | Lipová            | 2,38  |
| Střížov u Chebu                | Střížov                                                                             | Cheb              | 1,94  |
| Studánka u Aše                 | Studánka                                                                            | Hranice           | 5,69  |
| Suchá u Skalné                 | Skalná                                                                              | Skalná            | 1,18  |
| Svažec                         | Čižebná                                                                             | Nový Kostel       | 3,59  |
| Šneky                          | Plesná                                                                              | Plesná            | 3,52  |
| Štítary u Krásné               | Krásná                                                                              | Krásná            | 5,83  |
| Táborská                       | Vlastislav                                                                          | Hazlov            | 2,94  |
| Tachovská Huť                  | Tachovská Huť                                                                       | Tři Sekery        | 6,14  |
| Teplá                          | Teplá                                                                               | Teplá             | 12,9  |
| Těšov u Milíkova               | Těšov                                                                               | Milíkov           | 1,86  |
| Trojmezí                       | Trojmezí                                                                            | Hranice           | 7,22  |
| Trstěnice u Mariánských Lázní  | Trstěnice                                                                           | Trstěnice         | 10,33 |
| Tršnice                        | Tršnice                                                                             | Cheb              | 1,44  |
| Třebeň                         | Třebeň                                                                              | Třebeň            | 2,93  |
| Tři Sekery u Kynžvartu         | Tři Sekery                                                                          | Tři Sekery        | 8,86  |
| Tři Sekery u Tachova           | Tři Sekery                                                                          | Tři Sekery        | 4     |
| Tůně                           | Pomezí nad Ohří                                                                     | Pomezí nad Ohří   | 1,39  |
| Tuřany u Kynšperku nad Ohří    | Návrší, Tuřany                                                                      | Tuřany            | 2,94  |
| Úbočí u Dolního Žandova        | Podlesí, Úbočí                                                                      | Dolní Žandov      | 12,41 |
| Újezd u Krásné                 | Krásná                                                                              | Krásná            | 7,09  |
| Úšovice                        | Hamrníky, Úšovice                                                                   | Mariánské Lázně   | 9,69  |
| Úval                           | Velká Šitboř                                                                        | Milíkov           | 1,43  |
| Vackov                         | Vackov                                                                              | Plesná            | 4,38  |
| Vackovec                       | Vackovec                                                                            | Milhostov         | 3,35  |
| Valy u Mariánských Lázní       | Valy                                                                                | Valy              | 4,29  |
| Velká Hleďsebe                 | Klimentov, Velká Hleďsebe                                                           | Velká Hleďsebe    | 2,6   |
| Velká Šitboř                   | Velká Šitboř                                                                        | Milíkov           | 3,05  |
| Velký Luh                      | Velký Luh                                                                           | Velký Luh         | 4,52  |
| Velký Rybník u Skalné          | Skalná                                                                              | Skalná            | 2,14  |
| Vernéřov u Aše                 | Vernéřov                                                                            | Aš                | 8,55  |
| Vlkovice u Mariánských Lázní   | Vlkovice                                                                            | Vlkovice          | 2,41  |
| Vojtanov                       | Vojtanov                                                                            | Vojtanov          | 5,32  |
| Vokov u Třebeně                | Vokov                                                                               | Třebeň            | 2,04  |
| Vonšov                         | Kateřina, Vonšov                                                                    | Skalná            | 4,44  |
| Vrbová                         | Nebanice                                                                            | Nebanice          | 1,18  |
| Výhledy                        | Výhledy                                                                             | Hazlov            | 3,81  |
| Vysočany u Ovesných Kladrub    | Ovesné Kladruby                                                                     | Ovesné Kladruby   | 2,63  |
| Vysoká u Staré Vody            | Vysoká                                                                              | Stará Voda        | 13,53 |
| Výspa                          | Luby                                                                                | Luby              | 3,84  |
| Zádub                          | Zádub                                                                               | Zádub-Závišín     | 1,85  |
| Zahrádka u Starého Sedla       | Zahrádka                                                                            | Teplá             | 3,58  |
| Závišín                        | Závišín                                                                             | Zádub-Závišín     | 2,26  |
| Zelený Háj                     | Zelený Háj                                                                          | Vojtanov          | 2,12  |
| Žírnice                        | Stebnice                                                                            | Lipová            | 1,45  |
| Žírovice                       | Žírovice                                                                            | Františkovy Lázně | 5,06  |

Celková výměra 1045,93 km2